# Keijersmolen
De Keijersmolen is een windmolen in het Belgisch dorp Molenbeersel. De berg- of beltmolen werd in 1869 gebouwd. Er is 1 koppel, maalvaardige maalstenen. Bij de restauratie in 1969 werden de twee steenkoppels een voor boekweit en een voor veevoer verwijderd.
In 1934 werden de wieken verdekkerd en in 1969 werden nieuwe, gelaste roeden gestoken met van Bussel neuzen en in 1999 werden ook nog remkleppen aangebracht. De remkleppen werken elk afzonderlijk. Een remklep is uitgerust met een gewicht en een luchtgevulde schokdemper. Hierdoor is er geen spin nodig. Ze staan afgesteld op 60 enden per minuut.
De kap wordt op de wind gekruid met een Engels kruiwerk voorzien van een kruilier. De staart, schoren en de lange spruit zijn van ijzer.
Het luiwerk voor het opluien (ophijsen) en afschieten (laten zakken) van de zakken graan bestaat uit een sleepluiwerk.
De van de firma L. Van Aerschot afkomstige bovenas is van gietijzer. De as wordt gesmeerd met reuzel en de kammen (tanden) op de tandwielen met bijenwas.
De vang, waarmee het wiekenkruis wordt afgeremd, is een Vlaamse vang met vangtrommel.

## Eigenaren
Familie Keijers, thans Theo Keijers